# Navas de San Antonio
Navas de San Antonio er en by og kommune i det centrale Spanien i provinsen Segovia. Den har et indbyggertal på 366 (2024) indbyggere.